# D'oh!
"D'oh!" is de komische catchphrase van Homer Simpson, een figuur uit de tekenfilmserie The Simpsons.
Het typerende tussenwerpsel wordt gebruikt als Homer zichzelf pijn doet, wanneer hij zich realiseert iets doms gedaan of gezegd te hebben en wanneer hem iets slechts overkomt. De frase wordt soms door andere figuren uit de serie gebruikt, meestal door Bart. Maar ook in een enkele episode door Marge Simpson. Het woord is opgenomen in het Oxford woordenboek van de Engelse taal (Oxford English Dictionary).

## Geschiedenis
De volzin "D'oh" wordt in het script van de serie gedefinieerd als "geërgerd gegrom/geërgerde grom". Toen Dan Castellaneta, de acteur die zijn stem aan Homer leent, het eerst de uitroep moest inspreken, interpreteerde hij het als "doooh", geïnspireerd door James Finlayson, de besnorde acteur uit enkele Laurel & Hardy-films. De bedenker van The Simpsons, Matt Groening, was van mening dat het beter korter kon worden uitgesproken en Castellanata verkortte het tot "D'oh!".
De uitspraak werd voor het eerst op 15 januari 1989 geuit in "The Tracey Ullman Show", een serie waarin The Simpsons als korte tekenfilm te zien was voor het een aparte serie werd, in een aflevering getiteld "The Krusty the Clown Show". Het tekenfilmfragment eindigt met een woedende Krusty die Bart door elkaar schudt, terwijl Homer en Marge TV kijken. Homers reactie: "D'Oh!".
Oliver Hardy en Edgar Kennedy gebruikten ook vormen van "D'oh!" als uitroep van pijn of frustratie.
Veel personen in Homers omgeving (waaronder zijn vrouw, zoon, dochter, baas, buurman, halfbroer, ouders en zelfs voormalig president Gerald Ford) hebben de uitdrukking gebruikt.

## Betekenis
Eén interpretatie is dat Homer D'Oh! simpelweg gebruikt als eufemisme voor damn (Engels voor 'verdomme'). Deze interpretatie wordt door Castellanata zelf onderschreven.
Daarentegen denken veel anderen dat "D'Oh!" gerelateerd is aan de uitdrukking "D'uh", geuit door het weinig-intelligente fictieve figuur "Moose", bekend van Archie Comics, een Amerikaans uitgever van stripboeken. "D'Uh!" ontstond als een naargeestige poging om zwakbegaafden te imiteren, wier spraak op "D'Uh!" lijkt. De juiste uitspraak van "D'Uh!"-in tegenstelling tot die van "D'Oh!"-heeft twee lettergrepen: eerst een korte D-lettergreep, die wordt afgebroken wanneer de tong van de bovenste voortanden afglijdt, waarop, terwijl er wordt uitgeademd, een langer uhhhh volgt.

## Schrijfwijze
Toen Homer zijn kaken op elkaar had geklemd in de aflevering "Jaws Wired Shut", was hij in zijn communicatie beperkt tot het schrijven met een krijtje op een bordje. Hij ging toen zelfs zover dat hij de frase "D'Oh!" opschreef, wat de juiste spelwijze van het woord bevestigt.

## Variaties
De uitroep keert frequent terug in The Simpsons, soms in een andere vorm. Zo is er in een aflevering een als Kerstman verklede Homer te zien die nadat hij zijn hoofd stoot Ho-ho-d'oh!" zegt, als variatie op de Kerstman zijn kenmerkende "Ho-ho-ho!". In een andere aflevering wordt er een recordaantal van 32 opeenvolgende "D'Oh!"'s geteld.

## Gebruik
De term "D'Oh!" wordt door veel Simpsonfans gebruikt. De term is in het (Amerikaans) dagelijkse taalgebruik ingeburgerd en onderstreept de vergaande invloed van de serie. "D'Oh!" is in meerdere Engelse woordenboeken terug te vinden waarvan het meest vooraanstaande, The Oxford English Dictionary (OED), de volgende definitie hanteert: "Frustratie uitdrukkend, op het moment dat men zich realiseert dat zaken slecht, of anders dan gepland uitpakken, of wanneer iemand zojuist iets dwaas heeft gezegd of gedaan". Het OED etymologiseert het woord als "gepopulariseerd door" The Simpsons, maar meldt dat het woord reeds in 1945 gebruikt werd.
Na door The Simpsons gepopulariseerd te zijn is "D'Oh" vaak te horen en te zien geweest in televisieseries, computerspelletjes en andere media, waaronder een nummer van Limp Bizkit, de kop van een krant bij de herverkiezing van president George W. Bush, een aflevering van Stargate SG-1 en een aflevering van South Park.
Twentieth Century Fox heeft octrooi aangevraagd op het gesproken "D'Oh!".

## In andere talen
In de Duits nagesynchroniseerde versie van The Simpsons wordt "D'Oh!" vertaald met "Nein!" ("Nee"). In de Spaanstalige versie wordt het ¡Ou! (uitgesproken als de letter 'O') wat zoveel als "Auw!" betekent (in latere afleveringen, althans in Latijns-Amerika, is dit door het "D'Oh!" vervangen). De uitspraak, met de correcte Homer-intonatie, heeft zijn intrede gedaan in het dagelijks taalgebruik van veel Spaanstalige landen. De aftiteling van de serie, althans in de VS, spelt "D'Oh!" als "D'Ooh!". In Italië, waar de serie ook wordt nagesynchroniseerd, is "D'Oh!" onbewerkt gelaten en is dus de originele stem van Castellanata te horen.
Homer Simpson · Marge Simpson · Bart Simpson · Lisa Simpson · Maggie Simpson · Abraham Simpson · Patty en Selma Bouvier · Jacqueline Bouvier · Mona Simpson · Santa's Little Helper · Snowball II · Familie Bouvier
Jasper Beardley · Comic Book Guy · Eddie en Lou · Maude Flanders · Ned Flanders · Professor Frink · Barney Gumble · Julius Hibbert · Lionel Hutz · Eerwaarde Lovejoy · Kapitein Horatio McCallister · Hans Moleman · Bleeding Gums Murphy · Apu Nahasapeemapetilon · Mayor Joe Quimby · Dr. Nick Riviera · Agnes Skinner · Cletus Spuckler · Squeaky Voiced Teen · Disco Stu · Moe Szyslak · Kirk Van Houten · Luann Van Houten · Chief Clancy Wiggum
Gary Chalmers · Rod en Todd Flanders · Jimbo Jones · Kearney · Edna Krabappel · Otto Mann · Nelson Muntz · Martin Prince · Seymour Skinner · Milhouse Van Houten · Ralph Wiggum · Groundskeeper Willie · andere studenten
Montgomery Burns · Carl Carlson · Lenny Leonard · Waylon Smithers
Itchy en Scratchy · Kent Brockman · Krusty de Clown · Troy McClure · Rainier Wolfcastle · Radioactive Man
Snake · Kang & Kodos · Sideshow Bob · Fat Tony
Treehouse of Horror
Bart vs. the World · Bart Simpson's Escape from Camp Deadly · The Simpsons Arcadespel · Bart vs. the Space Mutants · Bart's House of Weirdness ·Bart vs. The Juggernauts · Krusty's Fun House · Bartman Meets Radioactive Man · Bart's Nightmare · The Itchy and Scratchy Game · Virtual Bart · Bart and the Beanstalk · Itchy & Scratchy in Miniature Golf Madness · Cartoon Studio · Virtual Springfield · Night of the Living Treehouse of Horror · Bowling · Wrestling · Road Rage · Skateboarding · Hit & Run · The Simpsons Game · The Simpsons: Tapped Out
The Simpsons · The Simpsons Pinball Party
Strips: Simpsons Comics · Bart Simpson serie · Itchy & Scratchy Comics · Bart Simpson's Treehouse of Horror · Futurama/Simpsons Infinitely Secret Crossover Crisis
Tijdschrift: Simpsons Illustrated
Boeken: Bart Simpson's Guide to Life · Family Album · Library of Wisdom · Complete Guides · Planet Simpson · The Simpsons and Philosophy
Actiefiguurtjes: World of Springfield
The Simpsons Movie
Bankgrap ·
Canyonero · 
D'oh! · 
Duff Beer · 
Schoolbordgrap · 